# アダムF
アダムF（Adam F）として知られるアダム・フェントン（Adam Fenton、1972年2月8日 - ）は、イギリスの音楽プロデューサー、DJ、作曲家。ドラムンベースなど多くのジャンルで活動する。ドラムンベースレーベルのBreakbeat KaosをDJ Freshとともに共同で設立した。1990年代にドラムンベースのシングル曲である「Circles」、「Metropolis」「Mother Earth」、「F-Jam」での成功で知られ、 1997年にアルバム「Colours」をリリースした。 2001年にはヒップホップ にも参入し、LL・クール・J、レッドマン、デ・ラ・ソウルも参加して「Kaos: The Anti-Acoustic Warfare」をリリースした。 のちにリミックスアルバムの「Drum and Bass Warfare」をDJ Freshとともにリリースした。

## 経歴
初期のキャリアでは、1996年にレコードレーベルであるMetalheadz からリリースされたテックステップの楽曲「Metropolis / Mother Earth」をリリースした。初期のヒット曲には「F-Jam」や「Circles」などがある。 1998年にはデビューアルバムの「Colours」でMOBOアワード を受賞した。
2001年にはヒップホップでも成功し、Kaos: The Anti-Acoustic Warfareをリリースした。2002年にはワーキング・タイトル・フィルムズによるサシャ・バロン・コーエン主演の長編映画「アリ・G」の音楽を制作した。
ペンデュラムのアルバム「Hold Your Colour」をリリースしたイギリスのレコードレーベル「Breakbeat Kaos」の創設者兼共同所有者であり、ドラムンベースのウェブサイト「Dogs On Acid」の共同所有者でもあった。
2007年には犯罪スリラー映画「The Heavy」で初めて映画に出演した。2007年12月には、リチャード・ブレイスウェル監督の音と嘘をテーマとしたスリラー映画「Cuckoo」でリチャード・E・グラントやローラ・フレイザーと共演した。
2009 年はHorxと共に、プロディジーのアルバム「Invaders Must Die」に収録されている「Take Me to the Hospital」をリミックスしたほか、レッドマンを迎えて「Shut The Lights Off」をリリースした。2010 年にDJフレッシュとWTF?!というアーティスト名でコラボレーションした。デビッド・ゲッタ、リアーナ、ミッシー・エリオット、サンダー・ヴァン・ドーン、Scrufizzerのリミックスも行っている。
ソニックCとのコラボレーション「In The Air」は無料ダウンロードとしてリリースされた。シングル「When The Rain Is Gone」は2012年にアダムF名義でリリースされた。
アダムは後にBreakbeat Kaosから「Elements EP」をリリースした。
2013年後半にはドクターPや、メソッド・マンとコラボレーションした楽曲「The Pit」を制作した。

## 私生活
音楽一家の出身で、歌手兼俳優のアルヴィン・スターダストの息子である。リンゴ・スターがビートルズの前に加入していたバンド「ロリー・ストーム&ザ・ハリケーンズ」で知られるロリー・ストームの甥にあたる。
Opus IIIのメンバーであるカースティ・ホークショウと結婚している。
ストームがビル・シャンクリーと友人だったことで、アダムが生涯のリバプールFCファンになるきっかけとなった。

## ディスコグラフィ―

### スタジオアルバム
- Colours (1997)
- Kaos: The Anti-Acoustic Warfare (2001)

### リミックスアルバム
- Drum and Bass Warfare (2002)

### 映画音楽
- Ali G Indahouse (2002), Working Title Films and Universal Pictures

### シングル・EP
- 1995: "Circles" [Section 5]
- 1996: "Before Today" / Adam F Remix  Everything But the Girl Virgin
- 1996: "Aromatherapy" [Section 5]
- 1996: "Metropolis" / "Mother Earth" [Metalheadz]
- 1997: "Telling Lies" / Adam F Mix  David Bowie BMG/Arista
- 1997: "F-Jam" (featuring MC Conrad) [F-Jams] – UK No. 122
- 1997: "Circles" [F-Jams] – UK No. 20
- 1998: "Music in My Mind" [F-Jams] – UK No. 27
- 2001: "Stand Clear" (featuring M.O.P.) [EMI] – UK No. 43
- 2002: "Where's My..?" (featuring Lil' Mo) [EMI] – UK No. 37
- 2002: "Metrosound" (with J Majik) [Kaos] – UK No. 54
- 2002: "Stand Clear" (Remixes) (featuring M.O.P.) [Kaos] – UK No. 50
- 2002: "Smash Sumthin" (featuring Redman) [Kaos] – UK No. 11
- 2002: "Dirty Harry's Revenge" (featuring Beenie Man) [Kaos] – UK No. 50
- 2005: "Eightball" / "Original Junglesound" [Breakbeat Kaos] – UK No. 93
- 2009: "Take Me to the Hospital" / Adam F & Horx Remix  The Prodigy XL Recordings
- 2009: "Shut the Lights Off!" (with Horx featuring Redman) [Breakbeat Kaos]
- 2012: "When the Rain Is Gone" [3Beat]
- 2012: Elements[11] [Breakbeat Kaos]
- 2013: "The Pit" (with Doctor P featuring Method Man) [Circus]
- 2015: "Believer" (with DJ Fresh) [Ministry of Sound] – UK No. 58
- 2016: "Harmony" (with Kokiri featuring Rae) [Sony Music Entertainment]

### 参加作品
- "When the Sun Goes Down" (with DJ Fresh) (2005) UK No. 69
- "See You Again" (with DJ Fresh featuring Michael Warren) (2012)